# Dong'an, Yongzhou
Dong'an, tidigare romaniserat Tungan, är ett härad som lyder under Yongzhous stad på prefekturnivå i Hunan-provinsen i södra Kina.